# Sei Putih Timur I
Sei Putih Timur I is een bestuurslaag in het regentschap Medan van de provincie Noord-Sumatra, Indonesië. Sei Putih Timur I telt 6391 inwoners (volkstelling 2010).